# Tibouchina rupicola
Tibouchina rupicola är en tvåhjärtbladig växtart som beskrevs av Frederico Carlos Hoehne. Tibouchina rupicola ingår i släktet Tibouchina och familjen Melastomataceae. Inga underarter finns listade i Catalogue of Life.